# Тони Сопрано
Энтони Джон Сопрано (англ. Anthony John Soprano, род. 1959) — персонаж сериала HBO «Клан Сопрано».

## Описание
Главный персонаж сериала, который является единственным персонажем, присутствующим во всех сериях. Де-факто является боссом криминальной «семьи» ДиМео. Итало-американский персонаж был задуман создателем и шоураннером «Клана Сопрано» Дэвидом Чейзом, который в значительной степени отвечал за сюжетную арку персонажа на протяжении шести сезонов шоу. Роль исполняет актёр Джеймс Гандольфини, который получил роль, опередив нескольких других актеров, включая Стивена Ван Зандта и Майкла Рисполи. Персонаж основан на реальных гангстерах Нью-Джерси Руджерио «Ричи Сапог» Боярдо, боссе преступной семьи Дженовезе Северного Джерси, и Винсенте «Винни Оушене» Палермо, бывшем капореджиме (капо) и «де-факто» боссе преступной семьи Декавальканте. Сын Джеймса Гандольфини, Майкл Гандольфини, сыграл молодого Тони Сопрано в фильме-приквеле 2021 года «Множественные святые Ньюарка».
У Тони огромные проблемы с женой из-за его измен, что впоследствии привело к годичной размолвке Тони и Кармелы, едва не приведшей к разводу. Кроме разовых любовниц у Тони были и постоянные партнерши: танцовщица Ирина Пельтчин, продавец автомобилей Глория Трилло (повесилась, не пережив расставания с Тони), сотрудница картинной галереи Валентина ЛаПаз. Также он занимался разовым сексом с родственницей Ирины, Светланой Кириленко и с секретаршей Конни ДеСапио. В юности он спал с Шармейн Букко до того, как женился на Кармеле.
Вместе с этим Тони управляет мощнейшей «семьей» Нью-Джерси. Тони и. о. босса (англ. Street Boss), так как официальный босс Коррадо «Джуниор» Сопрано под домашним арестом ФБР. Отношения между Тони и Джуниором были очень теплыми много лет, Джуниор фактически заменил ему отца. Но их отношения все более и более портились по мере продвижения Тони в Организации, особенно после серии «казней» людей Тони, как например Брэндона Филоне и последующей попытки убийства Тони.
Его основное прикрытие — консультант в фирме по утилизации отходов. Также он использовал своего племянника Кристофера Молтисанти в качестве буфера между ним и полицией во время последних двух сезонов для того чтобы отвлечь внимание ФБР. Но после того, как он убил Кристофера, после автомобильной аварии, он сделал своим буфером Бобби Баккалиери. Однако вскоре Бобби был убит по приказу Фила Леотардо, нового босса «семьи» Лупертацци во время войны между кланами ДиМео и Лупертацци. Всё же людям Тони первыми удается разыскать и устранить Фила, предварительно договорившись с капо Лупертацци о прекращении огня.
На протяжении всего сериала Тони изо всех сил пытается сбалансировать противоречивые потребности своей реальной семьи — жены Кармелы, дочери Медоу, сына Эй Джея и матери Ливии — с потребностями мафиозной семьи, которую он контролирует. Он зачастую проявляет черты поведения, характерные для буйного социопата, борется с депрессией и склонен к паническим атакам. Он обращается за лечением к доктору Дженнифер Мелфи, персонажу Чейза, смоделированному по образу его собственного психиатра, в первом эпизоде, и продолжает терапию до предпоследнего эпизода сериала.
Последняя сцена в сериале — вся семья Сопрано собирается в ресторане и вдруг экран становится черным за несколько секунд до финальных титров. Эта концовка до сих пор вызывает споры, в 2021 году создатель сериала Дэвид Чейз подтвердил смерть персонажа.
Как персонаж Тони Сопрано, так и игра Гандольфини получили широкое признание критиков. Гандольфини за эту роль получил три премии «Эмми» за лучшую мужскую роль в драматическом сериале, три премии Гильдии киноактёров за лучшую мужскую роль в драматическом сериале и премию «Золотой глобус» за лучшую мужскую роль в драматическом сериале, а также две дополнительные награды Гильдии киноактёров за лучший актёрский состав в драматическом сериале.

## Кастинг
На роль Тони Сопрано создатели сериала рассматривали множество кандидатур. Крайне заинтересованным в участии был Энтони Лапалья, но из-за его занятости в бродвейской постановке и решения не сотрудничать со студией с Fox, он больше не рассматривался на главную роль. Стивена Ван Зандта, гитариста E Street Band Брюса Спрингстина, пригласил на прослушивание создатель сериала Дэвид Чейз. Но он никогда раньше не участвовал в киносъёмках, а роль основополагающего персонажа предполагала наличие актёрского опыта. Поэтому вместо главной роли Чейз вписал для Ван Зандта роль, которой изначально не было в сценарии — Сильвио Данте. Близок к тому, чтобы заполучить роль Тони Сопрано был Майкл Рисполи, который сыграл роль Джеки Априла, больного раком босса мафии семьи ДиМео, в первых четырёх эпизодах сериала. Кастинг-директор сериала Сьюзан Фицджеральд заметила Джеймса Гандольфини в фильме 1993 года «Настоящая любовь», где тот сыграл небольшую роль, и пригласила на прослушивание. Роль Тони Сопрано в итоге досталась именно ему за счет проявленных актёрских способностей и высокого роста. Гандольфини признался, что использовал определённые уловки, чтобы ярче выражать гнев своего героя. Например, он намеренно ударял себя по голове, не спал всю ночь, чтобы выглядеть усталым и раздражённым, выпивал несколько чашек кофе или ходил с камнем в ботинке.
В пилотном выпуске Тони был назван Томми — как дань уважения персонажу, сыгранному Джеймсом Кэгни во «Враге общества», Тому Пауэрсу, но не получил одобрение на изменение имени главного персонажа. Имя «Тони Сопрано» позаимствовано у друга семьи, которого Чейз назвал Тоби Сопрано.

## Биография персонажа

### Прошлое
Тони родился 22 августа 1959 (1955 в «Множественных святых Ньюарка») в семье Оливии и Джона Сопрано. Он жил с матерью, отцом и двумя сёстрами Дженис и Барбарой в Ньюарке. Его отец всегда занимался криминальным бизнесом, и маленький Тони несколько раз становился невольным свидетелем деятельности отца.
Тони в детстве и в молодости изображали несколько актёров. Бобби Борриело играл маленького Тони в эпизоде «Down Neck», в той серии, где Тони вспоминает, как впервые стал свидетелем криминальной деятельности отца.
Тони ходил в школу вместе с Арти Букко и Дэвидом Скатино, которые остались его друзьями и после школы. В старших классах Тони встречает Кармелу ДеАнджелис, свою будущую жену. Тони дружил со своим кузеном Тони Бландетто, и даже парни квартала называли их Тони дяди Джонни и Тони дяди Эла (по именам их отцов).
Лето оба Тони проводили на ферме дяди Тони Бландетто — Пэта Бландетто, который был солдатом в «семье» ДиМео, которому разрешили уйти из мафии из-за хронической болезни. Иногда на ферму приезжал Кристофер Молтисанти, над которым они периодически издевались. Тони Бландетто позже арестовали за участие в ограблении грузовика. Тони Сопрано должен был присоединиться к Бландетто, но упал в обморок после ссоры с матерью, сочинив легенду о том, что его избили чернокожие бандиты. Тони также пытался учиться в колледже, однако после полутора семестров был отчислен.
Тони состоял членом неформальной группировки ДиМео, состоявшей из Джеки Априла-старшего, Ральфа Сифаретто и Сильвио Данте. Однажды они совершили на первый взгляд глупый поступок, выставив старика Ламана. В ограблении подпольного казино «Фича» участвовали все, кроме Ральфи, так как тот подхватил триппер. Собственно Мишель Ламана собирался просто замочить мальцов, но у Джованни «Джони» Сопрано, отца Тони, было слишком много связей, чтобы просто убить его сына, в свою очередь Джакомо Априла вытащил из этой ситуации его старший брат. Сильвио же пошёл «паровозом». После этой истории друзья быстро двигались к приёму в Организацию. Первое в жизни убийство Тони совершил в День Труда 1982 года.
Его отец был наставником Тони до самой своей смерти от эмфиземы в 1986 году. Незадолго до этого Джони Сопрано был назначен капо «семьи» ДиМео, такой же ранг был у его старшего брата по прозвищу Джуниор. Именно дядя Джуниор стал наставником Тони, когда его посвятили. Тони какое-то время оплачивал все счета в ресторанах, как новичок в команде. Позже Тони сам был назначен капо и занял место отца в его команде. В неё входили: Сальваторе «Большой Пусси» Бомпансиеро, Поли Галтиери и Сильвио Данте.
В 1995 году Тони был уважаемым капо в «семье» ДиМео, когда босса семьи — Экли ДиМео — посадили в тюрьму. Один из лучших друзей Тони — Джеки Април-старший — стал боссом «семьи». Под его мудрым руководством «семья» ДиМео процветала и сосуществовала в мире с другими «семьями» до 1998 года. В 1998 году у Джеки нашли рак, и он уже не мог полноценно выполнять функции босса, поэтому Тони взял на себя большинство функций, что не могло не разозлить Джуниора.
В начале 1999 года Джеки Април-старший после успешной операции вновь стал исполнять обязанности босса, успокоив членов команды. Но весной того же года Джеки опять положили в больницу и начали делать химиотерапию. Отношения между Тони и Джуниором всё более и более ухудшались из-за возрастающей роли Тони в делах семьи и разногласий по многим вопросам, таким как отказ Тони участвовать в убийстве Пусси Маланга.
После смерти Джеки Априла-старшего в середине 1999 года клан ДиМео замер в ожидании войны, но Тони смог её предотвратить, сделав Джуниора номинальным боссом «семьи». Джуниор играл роль громоотвода, а де-факто боссом был Тони.

### Убийства, совершенные непосредственно Тони
- 1982 — Уилли Оверолл. Застрелен Тони в молодости, чтобы вступить в Организацию. (Эпизод №80 «Помнишь когда»)
- 1999 — Фабиан «Фебби» Петруллио. Стукач, сдавший некоторых людей из команды Пусси и Полли, был случайно обнаружен Тони в Новой Англии и задушен (Эпизод №5 «Колледж»).
- 1999 — Чаки Синьоре. Застрелен Тони за участие в покушении против него. (Эпизод №13 «Я мечтаю о Джинни Кусамано»)
- 2000 — Мэтью Бевелаква. Казнен Пусси и Тони за попытку убить Кристофера. (Эпизод №22 «Откуда в Вечность?»)
- 2000 — Сальваторе «Большой Пусси» Бомпансиеро. Застрелен Тони, Полли и Сильвио за предательство. (Эпизод №26 «Весёлый дом»)
- 2002 — Ральф Сифаретто. Задушен Тони из-за подозрений в убийстве их беговой лошади, что явилось последним доводом. До инцидента с Моим Пирожком также совершил ряд проступков. (Эпизод №48 «Кто бы это ни сделал»)
- 2004 — Тони Бландетто. Убит Тони за убийства Джо Пипса и Билли Леотардо, с целью предотвратить войну с кланом Лупертацци. (Эпизод №65 «При всём уважении»)
- 2007 — Кристофер Молтисанти. Получив тяжелейшую травму в автокатастрофе, он признался Тони, что вёл автомобиль «под кайфом». Сопрано, отделавшийся легкими ушибами, принимает решение отложить вызов службы спасения. Кристофер из-за своей наркозависимости становился всё более опасным и ненадёжным соратником. К тому же Тони подозревал, что Крис ненавидит его и желает ему смерти. Зажав пальцами Кристоферу нос, Тони перекрывает ему кислород, отчего тот умирает. (Эпизод №83 «Кеннеди и Хайди»)

Самостоятельно Тони совершил не менее восьми убийств, но нужно учитывать и организованные им убийства множества людей, за которые он несёт полную ответственность как босс мафии.
Некоторые из этих убийств оставляют Тони в недоумении относительно того, как справиться с ситуацией; в частности, после убийства Кристофера Молтисанти он чувствует прилив облегчения от того, что, наконец, избавился от партнёра, которому, по его мнению, он больше не может доверять. Он должен «показать грустное лицо», в то время как остальная часть семьи скорбит, но Тони успокаивает себя тем, что убийство Молтисанти было необходимо, несмотря на боль, причиненную семье. Убийство Фабиана «Фебби» Петруллио в «Колледже» является местью за то, что тот сдал членов команды Тони, чтобы самому избежать тюрьмы. Также как и убийство Мэтью Бевилаква, покушавшегося на Тони, но попавшего в Молтисанти, эти преступления свидетельствуют о свершении «справедливости», по канонам мафиозной семьи. Убийство Ральфа Сифаретто происходит после гибели при подозрительных обстоятельствах их беговой лошади. И хотя изначально убийство не входило в планы Тони, после нескольких горячих слов и возникшей драки, Тони теряет контроль и убивает Ральфа, хотя убедительных доказательств вины Ральфа в смерти Моего Пирожка, не было. Есть подозрение, что этот всплеск ярости мог быть вызван давним недовольством поведения Сифаретто, накануне жестоко убившего стриптизершу Трейси. Слова Тони над телом Ральфа: «Она была красивым, невинным существом. Что бы она когда-нибудь сделала с тобой? Ты, чёрт возьми, убил её!», может относиться как к лошади, так и к молодой женщине. Убийство двоюродного брата, Тони Блундетто, было совершено для того, чтобы спасти его от гораздо худшей смерти от недругов, а также избавить других членов своей команды от угроз возмездия.
Убийство Большого Пусси в «Фанхаусе» тяжело давит на Тони. Он поначалу испытывает соблазн пощадить своего старого друга и даже, кажется, довольно долго отрицает, но в конце концов осознает свои приоритеты. В последующие годы Тони рассказывает об этом Поли и Сильвио, которые также участвовали в убийстве, и всех троих преследуют фантазии и воспоминания об убийстве их друга.

### Тони Сопрано как отец
У Тони двое детей: Мэдоу Сопрано и Энтони Сопрано-младший. Также Тони относится как к сыну к Кристоферу, двоюродному брату своей жены Кармелы.
Тони всегда показывается как любящий отец — он наблюдает за спортивными достижениями своих детей, желает им счастья и создаёт все условия (по его мнению) для их успешного будущего: откладывает деньги на колледж, покупает дорогие подарки. Он не хочет впутывать детей в свою криминальную действительность и надеется, что их жизнь будет совершенно не похожа на его. Среди своих детей Тони выделяет Медоу: он гордится её достижениями, часто рассказывает знакомым о её стремлении стать педиатром, а её выступление на хоровом концерте (в первом сезоне шоу) трогает его до слёз. Но его чрезмерная опека дочери порой порождает конфликтные ситуации. Так, Тони расстраивает отношения Медоу с её бойфрендом из колледжа —  афроамериканцем с примесью еврейской крови — из-за своих расистских предрассудков. В результате Медоу не разговаривает с отцом в течение нескольких месяцев, но, в конечном итоге, на Рождество в 2001 году они примиряются. Когда дочь начинает отношения с Джеки Априлом-младшим, Тони испытывет радость и выражает одобрение. Ведь это сын его друга — Джеки Априла-старшего, бывшего главы их преступной семьи, который перед смертью просил Тони позаботиться о сыне и не допустить его участия в делах мафии. Тем более, что Джеки Април-младший прилежно учится в медицинском университете. На деле оказывается, что новый парень Медоу хочет бросить учёбу и погрузиться в криминальные дела, тем более, что его новый отчим Ральф Сифаретто — капо семьи и всячески поддерживает его в этом. Так, Джеки Април участвует в ограблении, помогает Ральфу в мелких делах и приторговывает с друзьями экстази. Как-то Тони встречает его в стрип-клубе и подпольном казино, и понимает, что отношения Джеки и Медоу — проекция жизни Тони и его жены Кармелы. В ярости он избивает парня и забирает у него пистолет, который тому дал Сифаретто. Позже, Джеки с друзьями предпринимает попытку ограбления подпольно организованной карточный игры среди некоторых членов криминальной семьи, где присутствует и Кристофер Молтисанти. Во время ограбления в перестрелке погибает один из членов семьи, несколько друзей Джеки получают ранения, а сам он скрывается. Спустя несколько дней по приказу Ральфа Сифаретто Джеки находят и убивают. Несмотря на то, что Мэдоу недавно рассталась с Джеки, после его смерти она впадает в глубокую депрессию. Постепенно Мэдоу выходит из депрессии и начинает встречаться с калифорнийцем Финном. Когда они объявляют о помолвке, Тони всецело одобряет выбор своей дочери, и через некоторое время Мэдоу с Финном отбывают в Калифорнию.
Тони всегда пытался скрыть от детей свою криминальную жизнь, но это у него не всегда получалось. Правду об отце Мэдоу узнала из газет, рассказав позже-младшему брату. Однажды к Медоу, которая ужинает в ресторане со своим бойфрендом, походит подвыпивший  член нью-йоркской мафии Сальваторе «Коко» Кольяно и делает грязные и неприятные замечания. Посоветовавшись с матерью, Медоу рассказывает об этом отцу, который, скрывая свою ярость, говорит, что Коко «безобидный идиот». А позже выслеживает его в ресторане John's на Восточной 12-й улице в Манхэттене, жестоко избивает и покидает ресторан.
Сопрано очень переживает о будущем своего сына — Энтони-младшего. Тони не хочет впутывать его в свои мафиозные дела, но сын унаследовал ум и агрессивную натуру своего отца. Однако, ему не хватает хитрой и доминирующей личности своего отца. Тони много раз говорит Эй Джею, что он гордится тем, что его сын нежный и добрый. И с самого начала сериала Тони сомневается в том, что сын в принципе может преуспеть в криминальной карьере, заявляя своему терапевту, доктору Дженнифер Мелфи, что «он никогда этого не сделает». Сопрано очень расстраивает плохая учёба сына в школе, зато радуют его успехи в футболе.
Энтони-младший был исключён из своей первой школы за кражу со взломом результатов контрольной. Это выводит Тони из себя и он пытается отправить сына в военную академию (школа-пансион для мальчиков с 7 по 12 классы), однако Энтони-младший за день до начала учёбы падает в обморок и попытка проваливается. После этого Тони отправляет сына в другую частную школу, которую он с трудом заканчивает и затем всё-таки поступает в колледж.
Через некоторое время Энтони-младший вылетает из колледжа и начинает вести разгульную жизнь, подрабатывая в сети видеопрокатов «Блокбастер», пока отец не устраивает его на стройку разнорабочим, чтобы уберечь сына от участи Джеки Априла-младшего. Там Энтони-младший встречает Бланку и несмотря на их разницу в возрасте и национальности полюбил её. Позже девушка его бросает и Энтони-младший впадает в глубокую депрессию. Тони очень беспокоит состояние сына, а также предположение, что он передал ему «гнилой ген Сопрано».
Надеясь помочь сыну, Тони находит бывших друзей своего сына — Джейсонов, сыновей своих соратников. Энтони-младшему становится лучше и он возвращается в Ратгерский университет, где ведёт нормальную жизнь студента. Но он снова впадает в депрессию, когда видит как его друзья избивают сомалийского студента. Он решает утопиться, но когда прыгает в бассейн понимает, что хочет жить и кричит о помощи, а вовремя подоспевший Тони успевает спасти сына. После этого родители отправляют Энтони-младшего на реабилитацию, но после её прохождения депрессия продолжает проявляться и он решает вступить в армию. Родителям удается отговорить сына от этой затеи и устраивают его в продюсерскую фирму Кармайна Лупертацци-младшего.

### Интересы и увлечения
Тони неравнодушен к животным и любит кормить уток, которые поселились в его бассейне. Его сентиментальная привязанность к животным объясняется детской травмой от потери собаки (как показано в эпизоде «В Камелоте»), которую звали «Типпи». Когда он идёт, чтобы поругаться с Энджи Бонпенсьеро, которая выгуливает своего пуделя, собака приветствует Тони в дружеской манере, на что Тони отвечает ей взаимностью. Во время беседы с Кристофером Молтисанти, когда Тони слышит, как тот случайно задушил собаку Адрианны, он приходит в ярость, говоря: «Я должен задушить тебя, ты, маленький наркоман!».
Друг Тони Хэш Рабкин увлекает его скачками, так как сам владеет конюшней и предлагает инвестировать средства в скаковую лошадь по имени Мой пирожок. Она становится любимицей Тони, он часто навещает и искренне заботится о животном. А когда она погибает во время пожара, вероятно устроенным Ральфом Сифаретто, Тони глубоко опечален и разозлён. Он убивает Сифаретто в приступе неконтролируемого гнева, крича: «Она была прекрасным невинным существом. Что она когда-либо сделала тебе?» Он повторяет: «Ты чертовски убил её!», стуча головой Сифаретто об пол.
Когда жена Тони Кармела сообщает, что бурый медведь кормится на заднем дворе их дома, в то время как они жили порознь, он в течение всего пятого сезона реагирует на эти сообщения скорее с интересом, а не страхом. Во время пребывания в больнице после пулевого ранения Тони можно увидеть читающим книгу о динозаврах, подаренную Кармелой. В финале сериала Тони находит бродячего кота на своей конспиративной квартире во время войны с Нью-Йоркской мафией и испытывает к нему симпатию. Он приносит его в офис «семьи» в Satriale's, где долго смотрит на фотографию покойного Криса Молтисанти.
На протяжении всего сериала Тони периодически занимается рыбной ловлей, как в пресных водоёмах, так и в море. Его сын Энтони-младший иногда сопровождает его на рыбалке. Во втором сезоне Тони дарит ему довольно дорогие и качественные удилище Fenwick и катушку Penn International. В шестом сезоне, находясь во Флориде с Поли, он арендует спортивную рыбацкую лодку. Неудивительно, что рыбы преследуют Тони и в качестве его личных кошмаров. Так, Пусси Бонпенсьеро, после смерти появляющийся в видениях Тони в виде рыбы — предположительно, возникает из-за того, что его тело сбросили в океан. Также эти кошмарные видения, которые сильно беспокоят Тони, провоцирует и сувенир — Поющая рыба Big Mouth Billy Bass, который сначала приносит в Бада Бинг Джорджи, а позже — дарит на Рождество дочь Медоу.
Ещё одним увлечением Тони можно считать выкуривание сигар, и, иногда сигарет. Его можно увидеть курящим сигару во время судьбоносных событий, например, незадолго до того, как ему рассказывают о смерти его матери, и когда он избавлялся от трупа Ральфа Сифаретто. В эпизоде 1 сезона «Хит — это хит» он дарит своему соседу и врачу Брюсу Кусамано коробку кубинских сигар в качестве благодарственного подарка за то, что он направил его к доктору Мелфи.

### Терапия
Тони с детства страдал от приступов паники, из-за которых иногда терял сознание. Его первый приступ на экране показан уже в пилотном выпуске, где он потерял сознание, когда жарил сосиски ко дню рождения сына. Позже Тони сравнил свои ощущения во время приступов с внезапным алкогольным опьянением. После ряда медицинских исследований и анализов, которые не показали никаких отклонений, он, тайно от всех, решает пойти на прием к психиатру Дженнифер Мелфи.

### Травмы Тони
В первом сезоне Тони Сопрано пытались убить Джон Клейборн и Рашин Рэй, двое «шестёрок», посланных Донни Падуана (который, в свою очередь, был человеком Коррадо «Джуниора» Сопрано) для убийства Тони. Сопрано удаётся отбиться от них, но, спасаясь от нападавших, он врезается в столб, заработав ушибы в столкновении.
Он попадает в аварию с подругой Кристофера Молтисанти Адрианой, когда подвозил её после работы до места встречи, где они планировали провести ночь вместе, в отсутствие Кристофера.
В первой серии шестого сезона его дядя Джуниор, страдающий от деменции, принимает Тони за «Маленького Пусси» Маланга и стреляет ему в живот. Тони успевает набрать 911, но теряет сознание раньше, чем успевает объяснить оператору причину своего звонка.
Во второй серии шестого сезона Сопрано находится в глубокой коме. Во время комы Тони видит сон, как он попадает в какой-то штат, который вполне может оказаться чистилищем или другим вариантом его жизни. Но в третьей серии он выходит из состояния комы и быстро идёт на поправку.
В четвертой серии Тони окончательно выздоравливает, но его отношение к жизни сильно меняется.
В шестой серии из последних девяти серий сериала Тони попадает в автокатастрофу, в результате которой его племянник Кристофер Молтисанти погибает. Тони отделался лёгкими травмами, но эта катастрофа сильно испугала его семью.

### Причуды
- Документальные фильмы про войну — Тони очень любит историю и постоянно смотрит The History Channel.
- Тони любит рок — он постоянно слушает такие группы, как Deep Purple, Pink Floyd, Rush, AC/DC.
- Гэри Купер — Тони считает поведение его героев на экране идеалом мужского поведения.
- Любовь к животным — Тони их любит как ребёнок, например в бассейне его дома два месяца жили дикие утки, он за ними с интересом наблюдал, ухаживал и кормил купленным специально для этого кормом. Когда они подросли и улетели Тони впал в депрессию, очень тосковал по ним. Мучения и гибель беговой лошади по кличке «Мой пирожок» настолько выводит его из себя, что он убивает Ральфа Сифаретто, когда понимает, что это он организовал поджог конюшни с целью получения страховки. Убивая Ральфа, проговаривал: «Она была невинным, прекрасным существом, а ты её убил». «Мой Пирожок» выжила после пожара, но повреждения были слишком сильными, так что её пришлось усыпить.
- Тони — поклонник Джона Ф. Кеннеди (как, вероятно, и его дядя Джуниор).